# Стотзайм
Штотзайм (фр. Stotzheim) — коммуна на северо-востоке Франции в регионе Гранд-Эст (бывший Эльзас — Шампань — Арденны — Лотарингия), департамент Нижний Рейн, округ Селеста-Эрстен, кантон Оберне. До марта 2015 года коммуна административно входила в состав упразднённого кантона Барр (округ Селеста-Эрстен).
Площадь коммуны — 13,61 км², население — 1021 человек (2006) с тенденцией к стабилизации: 1008 человек (2013), плотность населения — 74,1 чел/км².

## Население
Население коммуны в 2011 году составляло 1056 человек, в 2012 году — 1032 человека, а в 2013-м — 1008 человек.
| 1962 | 1968 | 1975 | 1982 | 1990 | 1999 | 2006 | 2008 | 2011 | 2012 | 2013 |
| ---- | ---- | ---- | ---- | ---- | ---- | ---- | ---- | ---- | ---- | ---- |
| 1002 | 1021 | 1072 | 1005 | 953  | 960  | 1021 | 1038 | 1056 | 1032 | 1008 |

Динамика населения:

## Экономика
В 2010 году из 676 человек трудоспособного возраста (от 15 до 64 лет) 513 были экономически активными, 163 — неактивными (показатель активности 75,9 %, в 1999 году — 72,0 %). Из 513 активных трудоспособных жителей работали 499 человек (257 мужчин и 242 женщины), 14 числились безработными (пятеро мужчин и 9 женщин). Среди 163 трудоспособных неактивных граждан 60 были учениками либо студентами, 62 — пенсионерами, а ещё 41 — были неактивны в силу других причин.

## Достопримечательности (фотогалерея)

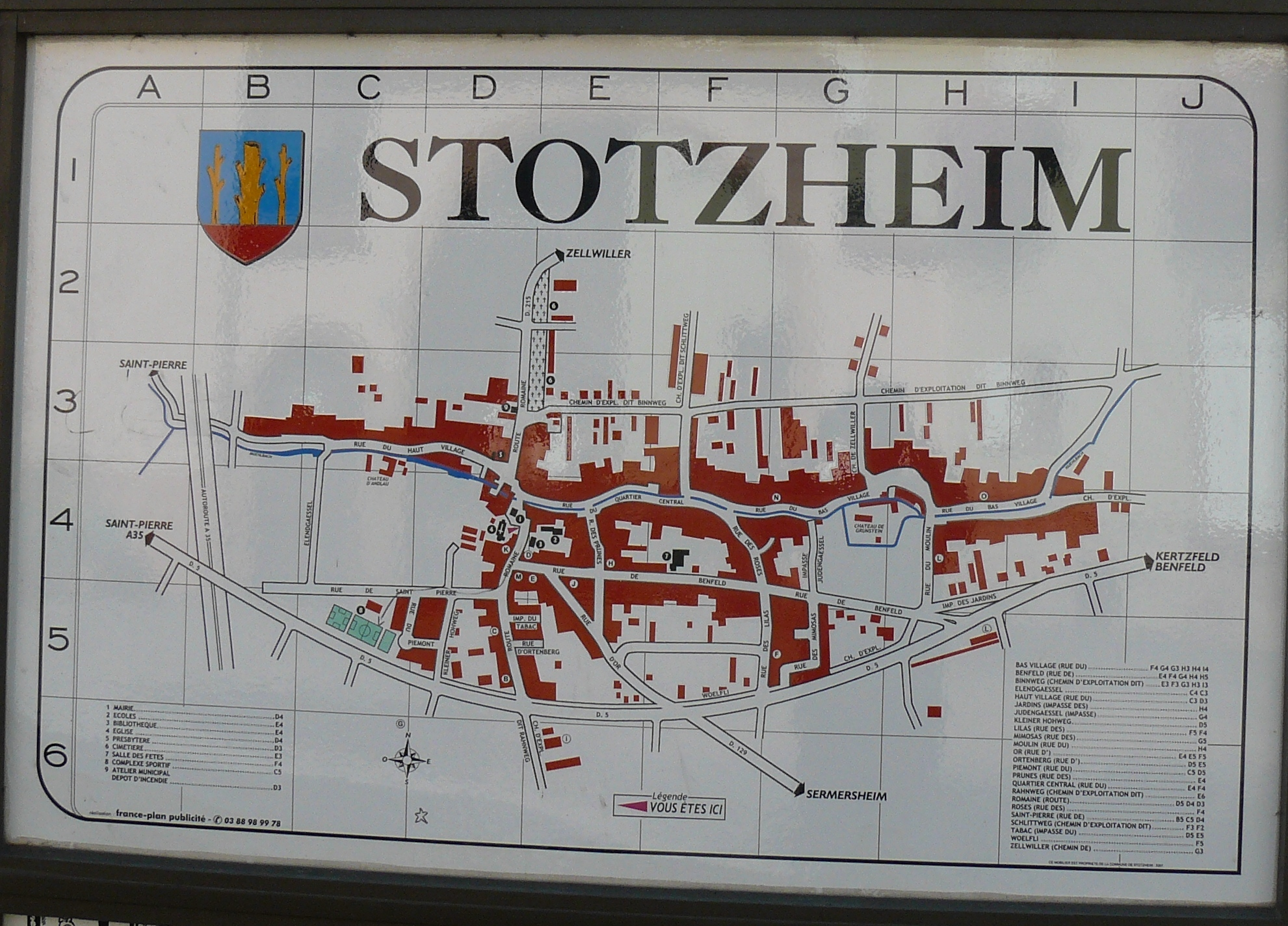
План коммуны
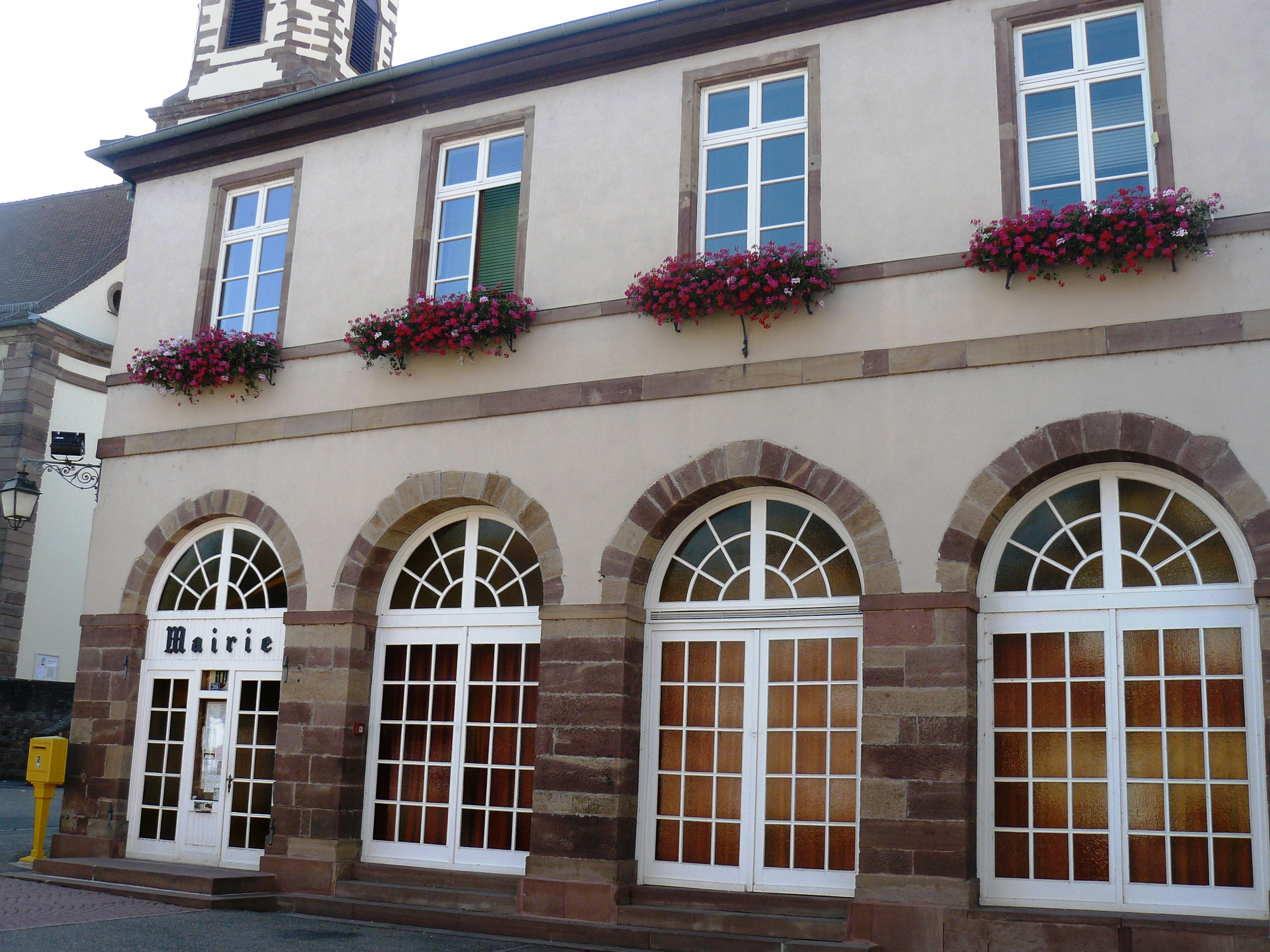
Здание отеля
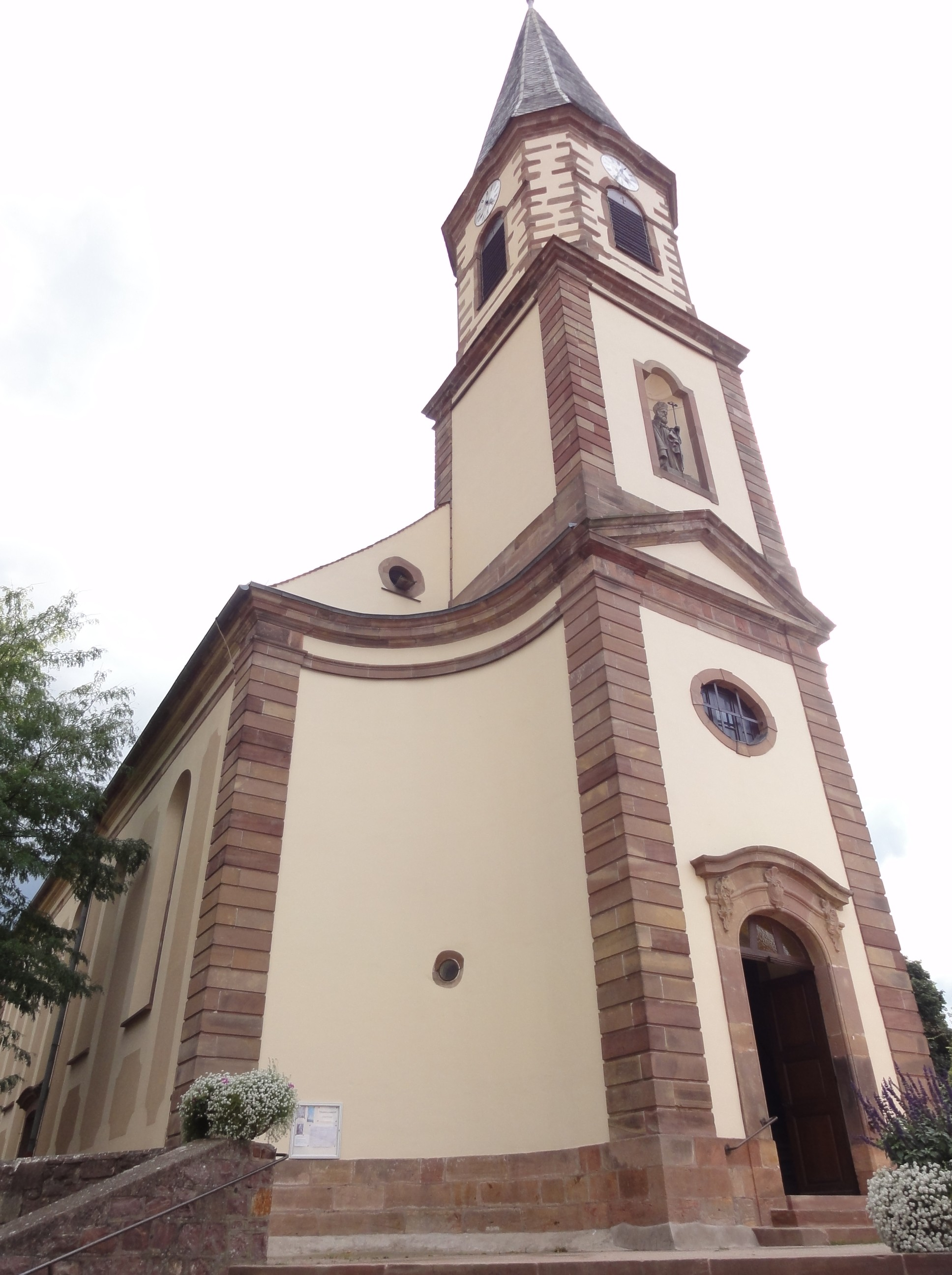
Церковь святого Николая
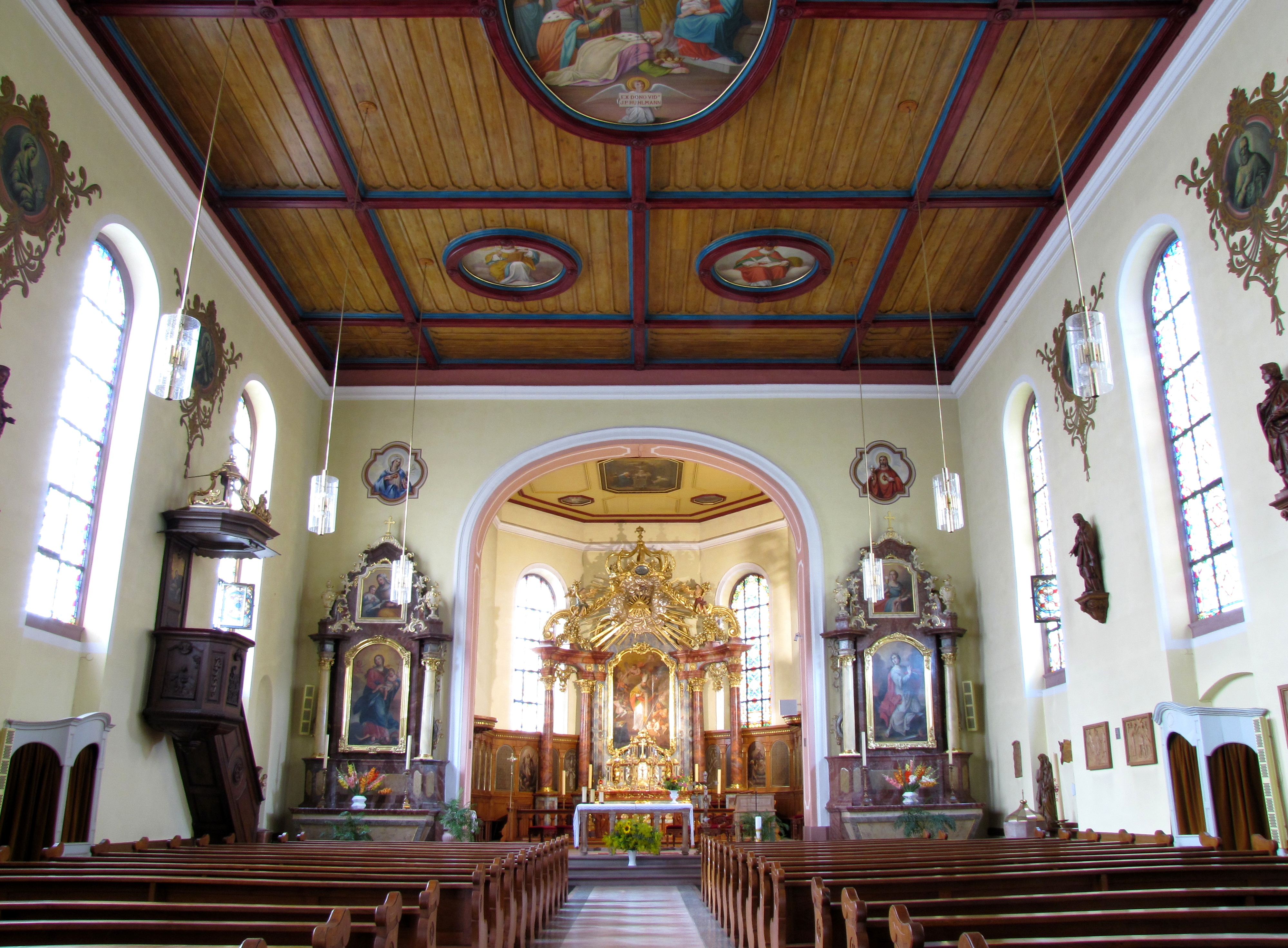
Интерьер, вид на алтарь
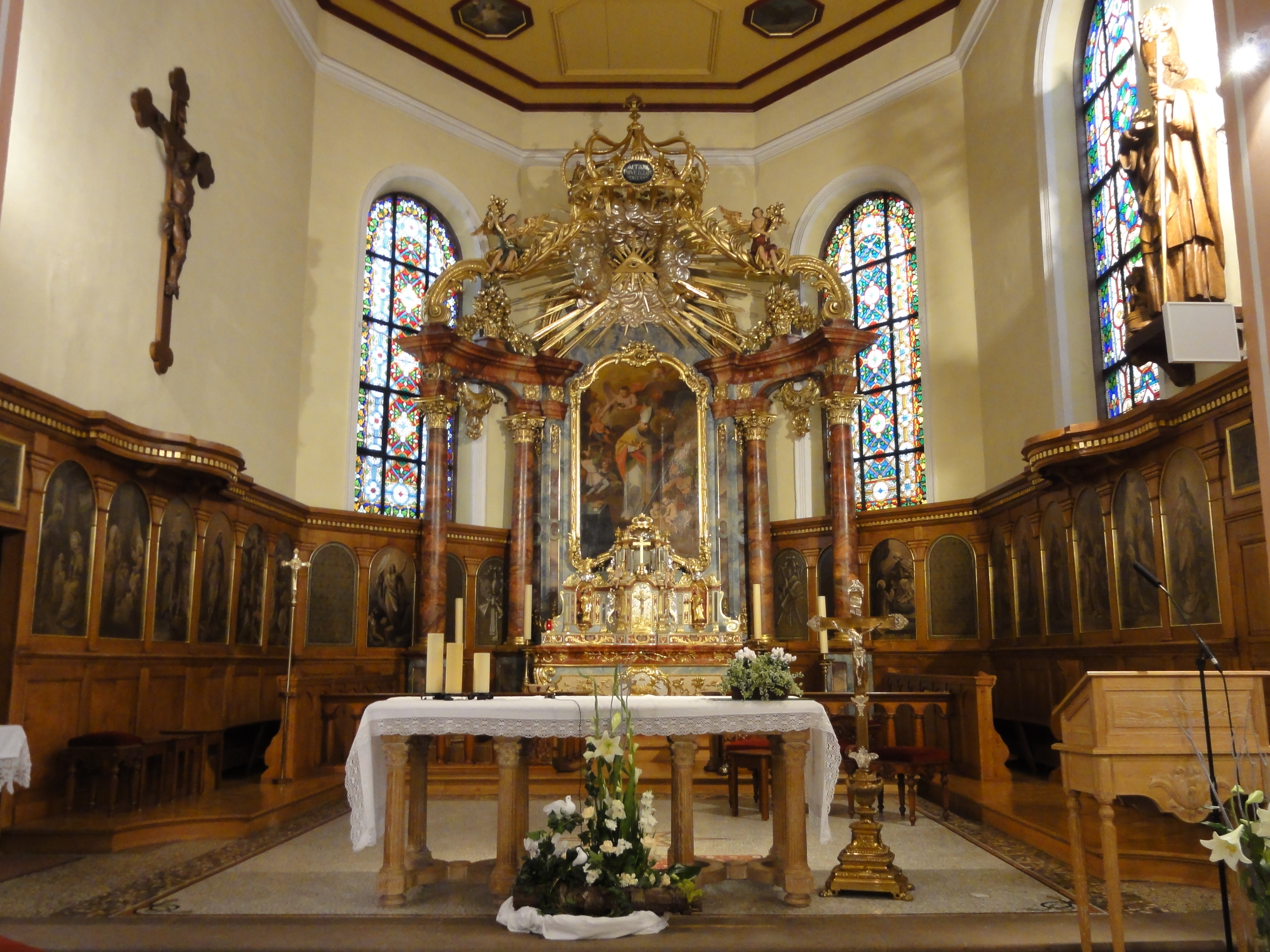
Алтарь
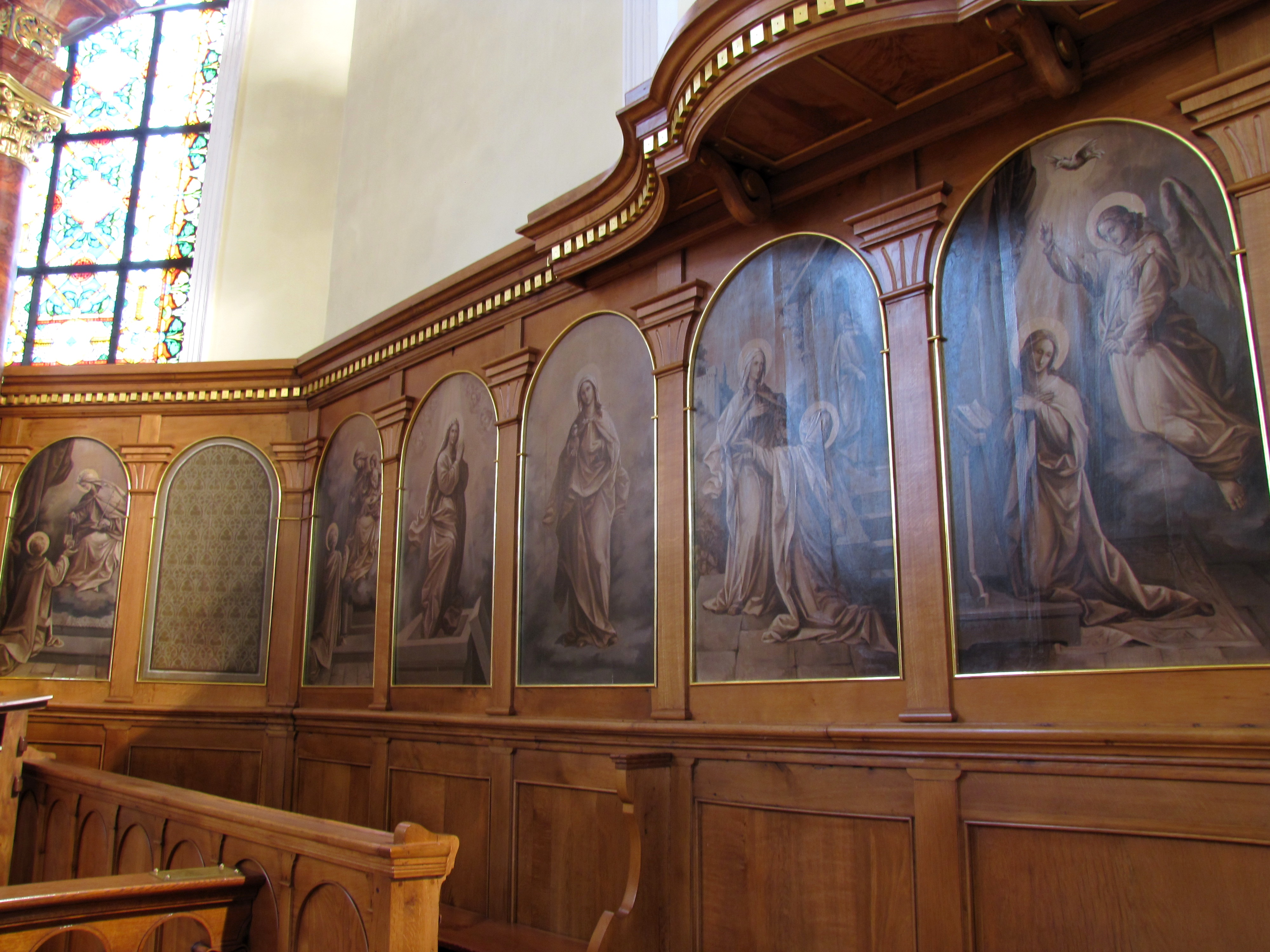
Оформление алтаря
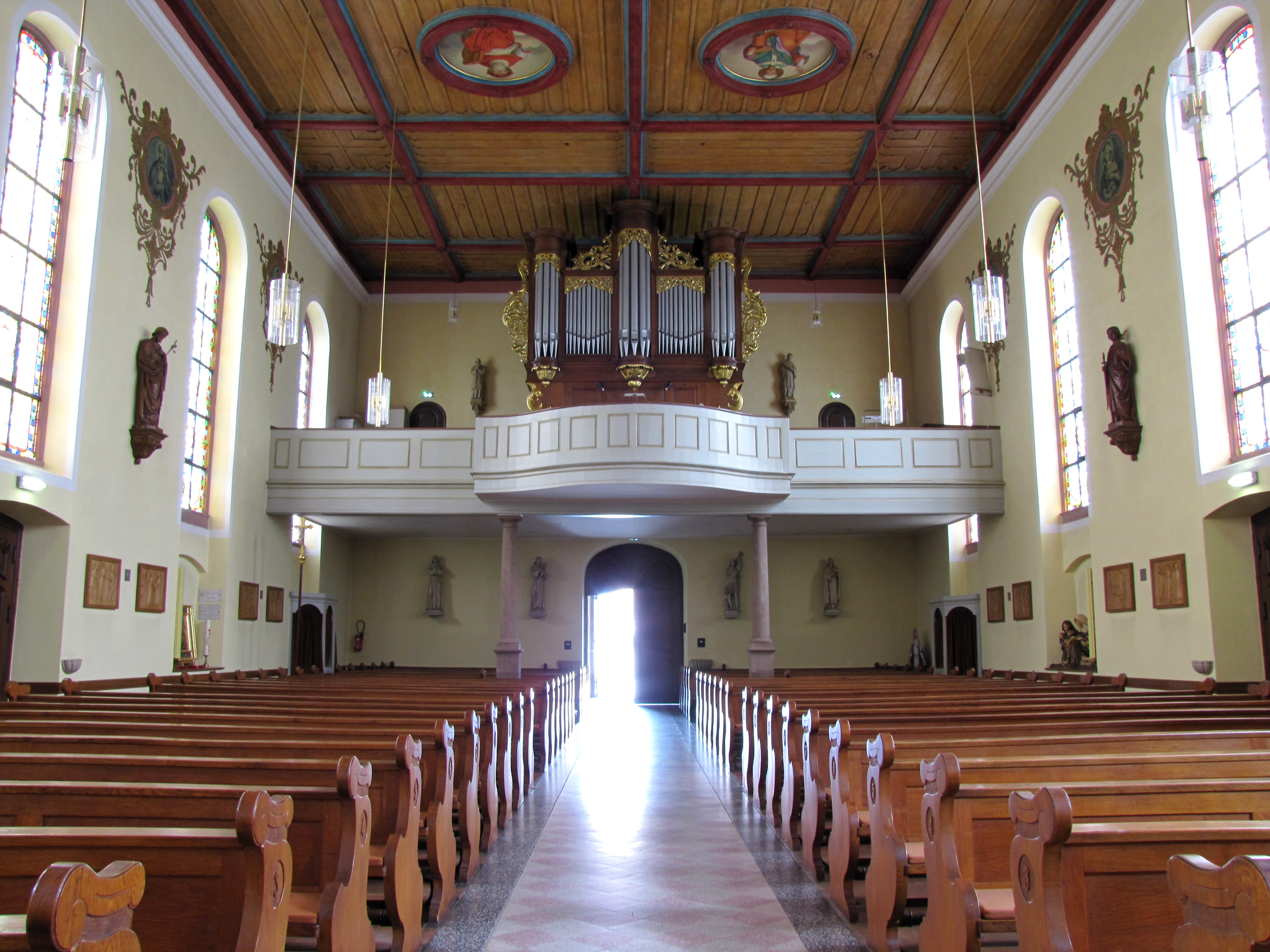
Интерьер, вид на орган
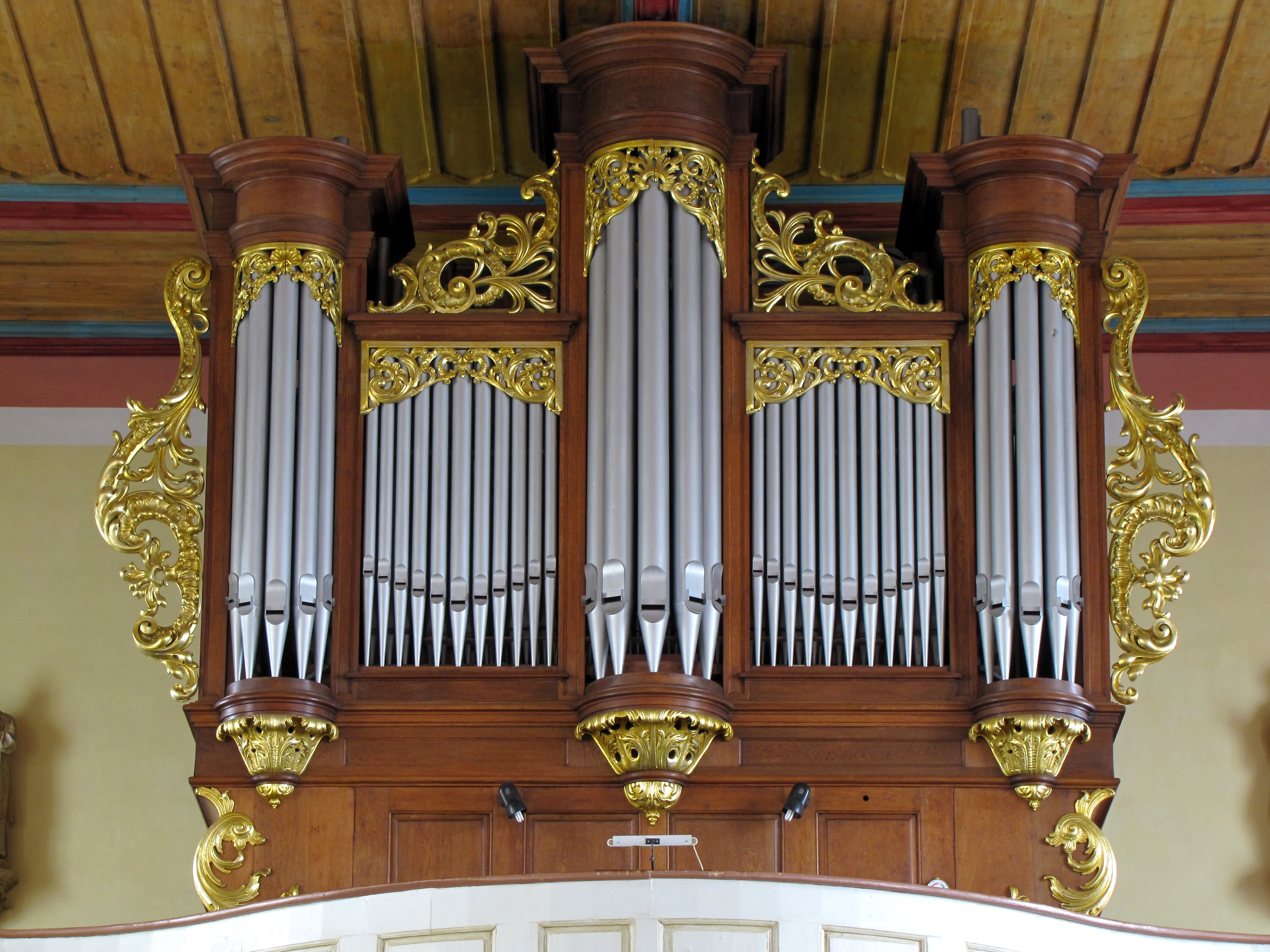
Орган